# Ionis Pharmaceuticals
La Ionis Pharmaceuticals (conosciuta anche come Isis Pharmaceuticals fino al dicembre 2015) è un'azienda statunitense fondata nel 1989 con sede a Carlsbad, in California. L'azienda è attiva nel settore farmaceutico con più di 35 medicinali in produzione tra cui quelli per la riduzione della huntingtina (IONIS-HTTRx) nei soggetti affetti dalla malattia di Huntington e per la cura della atrofia muscolare spinale (Nusinersen, IONIS-SMNRx). Vengono prodotti anche farmaci per la riduzione dei livelli di colesterolo.
L'azienda è stata fondata da Stanley T. Crooke, ex esponente di GlaxoSmithKline, al fine di commercializzare la terapia antisenso.